# Дубенок, Геннадий Сергеевич
Геннадий Сергеевич Дубенок (1920—2004) — лётчик-ас, полковник Советской Армии, участник Великой Отечественной войны, Герой Советского Союза (1943).

## Биография
Геннадий Дубенок родился 1 января 1920 года в деревне Красково (ныне — Пустошкинский район Псковской области) в рабочей семье. С 1927 года проживал в Великих Луках, где окончил школу фабрично-заводского ученичества и аэроклуб. Работал слесарем-инструментальщиком на одном из ленинградских заводов. В 1939 году Дубенок был призван на службу в Рабоче-крестьянскую Красную Армию. В 1940 году он окончил Чугуевское военное авиационное училище пилотов. С октября 1941 года — на фронтах Великой Отечественной войны. Принимал участие в боях на Юго-Западном, Донском, Центральном, 1-м Белорусском фронтах. Участвовал в Сталинградской битве.
К июню 1943 года гвардии капитан Геннадий Дубенок командовал эскадрильей 53-го гвардейского истребительного авиаполка 1-й гвардейской истребительной авиадивизии 16-й воздушной армии Центрального фронта. К тому времени он совершил 301 боевой вылет на штурмовку наземных объектов противника, принял участие в 95 воздушных боях, в которых сбил 9 вражеских самолётов лично и ещё 7 — в составе группы.
Указом Президиума Верховного Совета СССР от 24 августа 1943 года за «образцовое выполнение боевых заданий командования на фронте борьбы с немецкими захватчиками и проявленные при этом мужество и героизм» гвардии старший лейтенант Геннадий Дубенок был удостоен высокого звания Героя Советского Союза с вручением ордена Ленина и медали «Золотая Звезда» за номером 1093.
Всего же за время войны Дубенок совершил 372 боевых вылета, принял участие в 100 воздушных боях, в которых сбил 11 самолётов противника лично и ещё 8 — в составе группы. После окончания войны он продолжил службу в Советской Армии. В 1954 году он окончил Военно-воздушную академию, затем адъюнктуру при ней же, после чего остался в ней преподавать. В 1978 году в звании полковника Дубенок был уволен в запас. Проживал в посёлке Монино Щёлковского района Московской области, умер 17 декабря 2004 года, похоронен на Гарнизонном кладбище Монино.

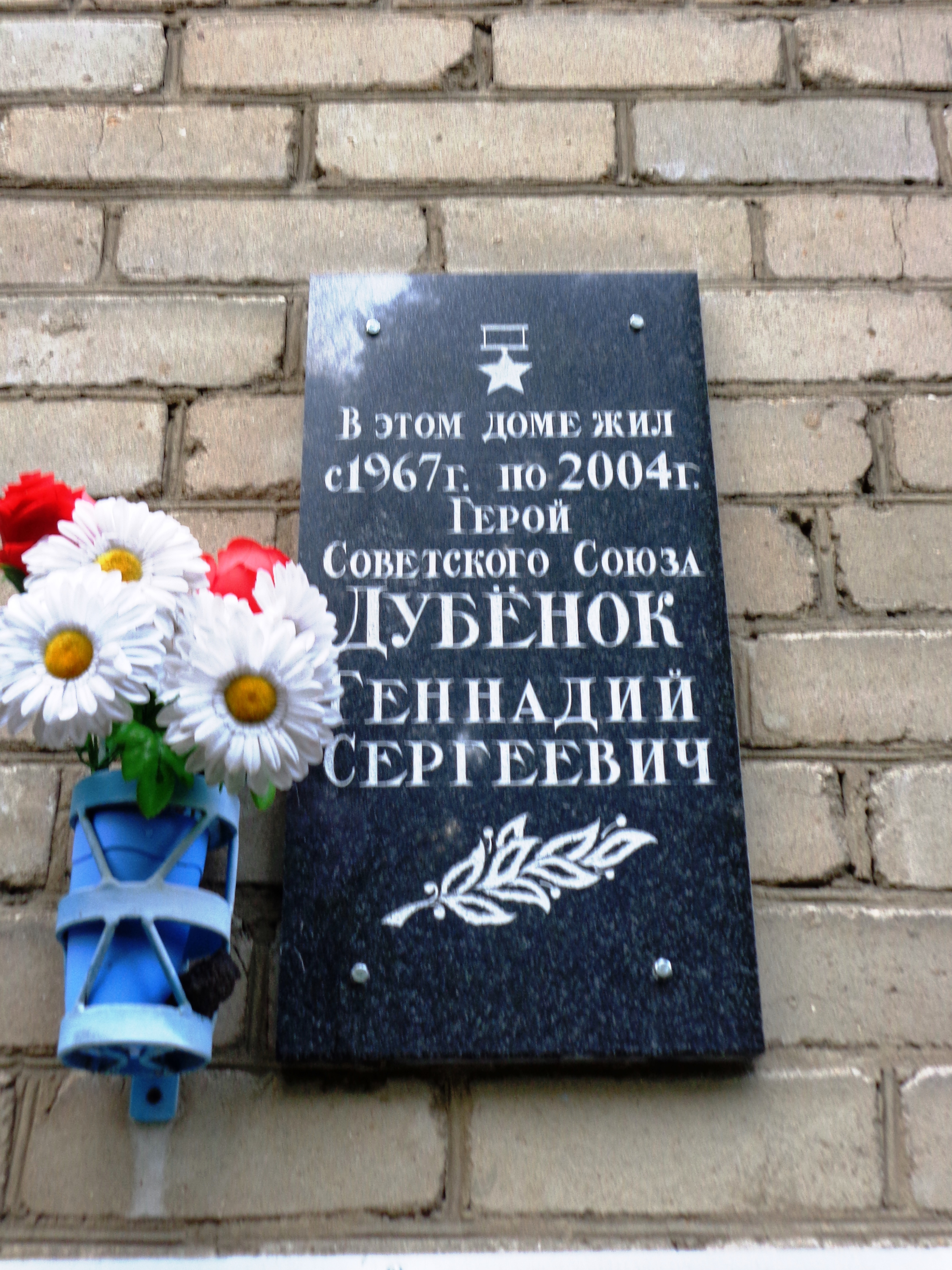
Мемориальная доска Герою Советского Союза С. Г. Дубёнку

Был также награждён двумя орденами Красного Знамени, орденами Отечественной войны 1-й и 2-й степеней, Красной Звезды, «За службу Родине в Вооружённых Силах СССР» 3-й степени, рядом медалей.

## Память
- На доме № 11 по улице Красовского в посёлке Монино, где проживал Герой, установлена мемориальная доска.